# Corporate Benefit

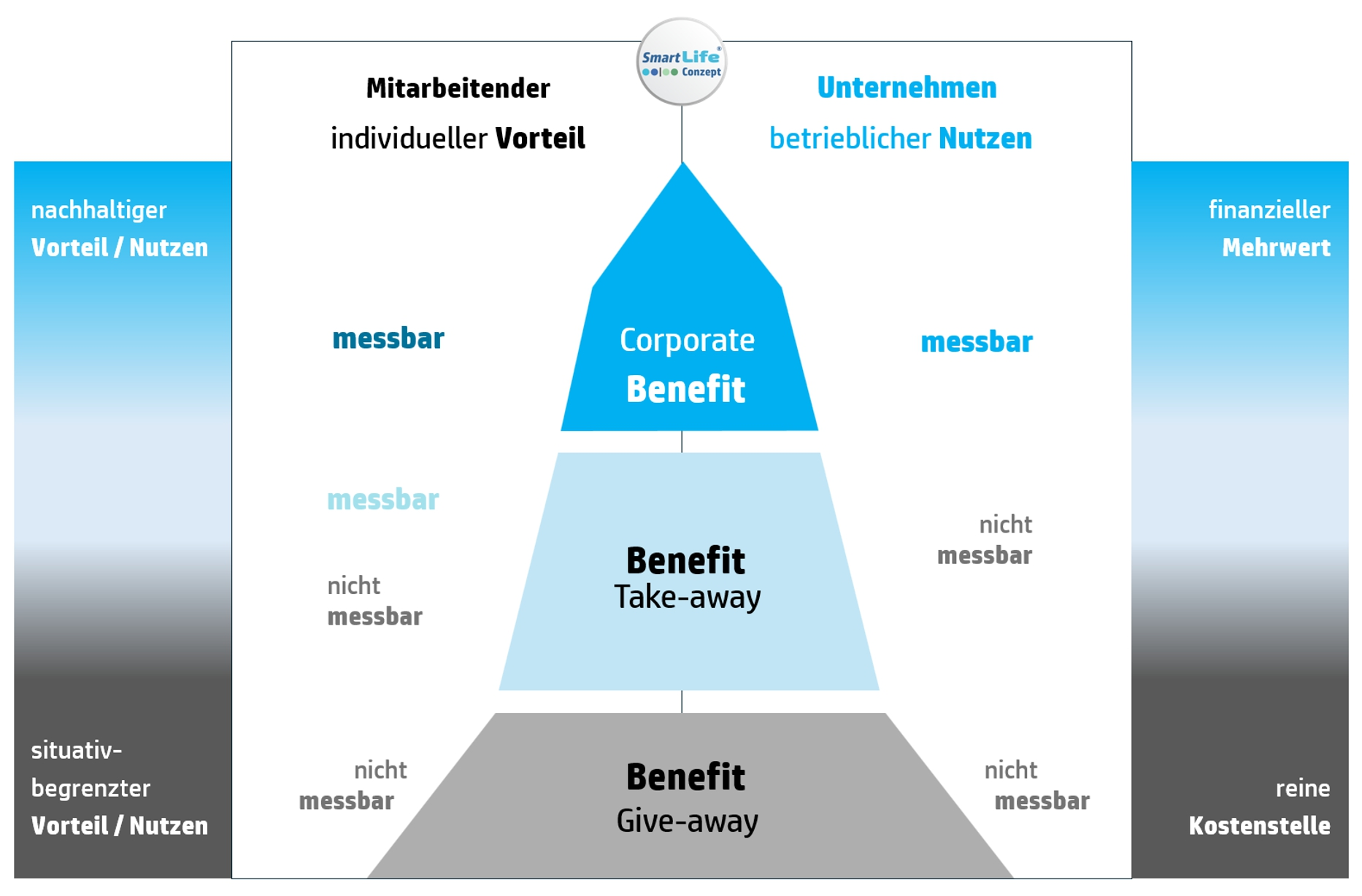
Abb. 1: Entwicklung vom Benefit als Give-away und Take-away zum Corporate Benefit

Ein Corporate Benefit vereint individuelle mit betrieblichen Vorteilen. Dazu müssen die Vorteile für Mitarbeitende und Unternehmen messbar sein.
Betrieblich initiierte Zusatzleistungen lassen sich unterscheiden in: Benefit(s), Employee Benefit(s) und Corporate Benefit(s).
Alle haben zum Ziel, dass sich die Leistungsfähigkeit, Motivation und Loyalität des Mitarbeitenden zum Unternehmen steigert.
Das aus dem Englischen stammende Wort Benefit ist ein Sammelbegriff für alle physischen und mentalen Zusatzangebote, die ein Unternehmen den Mitarbeitenden anbietet. Die ergänzenden Anglizismen „Corporate“ bzw. „Employee“ definieren den übergeordneten Fokus bzw. die Zielebene:
1. Ein Employee Benefit orientiert sich an den Bedürfnissen und Wünschen von Mitarbeitenden. Es dreht sich einzig um die Vorteile, welche ein Benefit dem Mitarbeitenden ermöglicht. Das Unternehmen übernimmt den organisatorischen Aufwand zur Bereitstellung und trägt in den vielen Fällen auch die damit verbundenen Kosten. Damit erfüllt es die beiden Bedingungen als Give-away und/oder Take-away (Abb. 1).[3] Abb. 1: Entwicklung vom Benefit als Give-away und Take-away zum Corporate Benefit
2. Ein Corporate Benefit vereint messbar persönliche Lebensziele und betrieblichen Ziele.[1] Rein emotionale Faktoren wie „sich wohlfühlen“ machen aus einem Benefit noch kein Corporate Benefit. Es ist das Denken im Wir als gemeinsames Ziel, das den Wesenskern bestimmt.

Beispiel: Um den aktuellen Auftragsbestand zeitnah abzuarbeiten, ermöglicht das Unternehmen seinen Mitarbeitenden, dass Überstunden steuer- und abgabenfrei zur Finanzierung einer erweiterten Elternzeit, oder einer späteren Teilzeit angespart werden können. Dadurch lohnt sich für Mitarbeitende jede Mehr-Arbeit „heute“, da diese bis zu 40 % höhere Rücklagen auch für künftige Teil- und Auszeitlösungen bilden kann. So motiviert, verhindern Unternehmen mit jeder zusätzlich geleisteten Überstunde drohende Lieferverzögerungen und damit verbundene Konventionalstrafen.

## Zweistufiges Prüfverfahren zur Bestimmung einesCorporate Benefits
1. Prüfebene: Grundsätzlich gliedert sich ein Corporate Benefit wie jedes  Benefit  hinsichtlich der drei Aspekte:
1. Annehmlichkeit als Sachbezug,
2. Netto-Lohn-Optimierung als finanzielle Mehrleistung und
3. Führungsstil und gelebter Umgang (Coaching / Assistance / Culture).

Um als Benefit nicht nur ein Give-away oder Take-away zu sein, müssen sich sowohl materiell-funktionale als auch mental-emotionale Eigenschaften verbinden. Nur zusammen unterstützen diese Leistungsfähigkeit, Motivation und Loyalität von Mitarbeitenden (Abb. 2).
Beispiele:

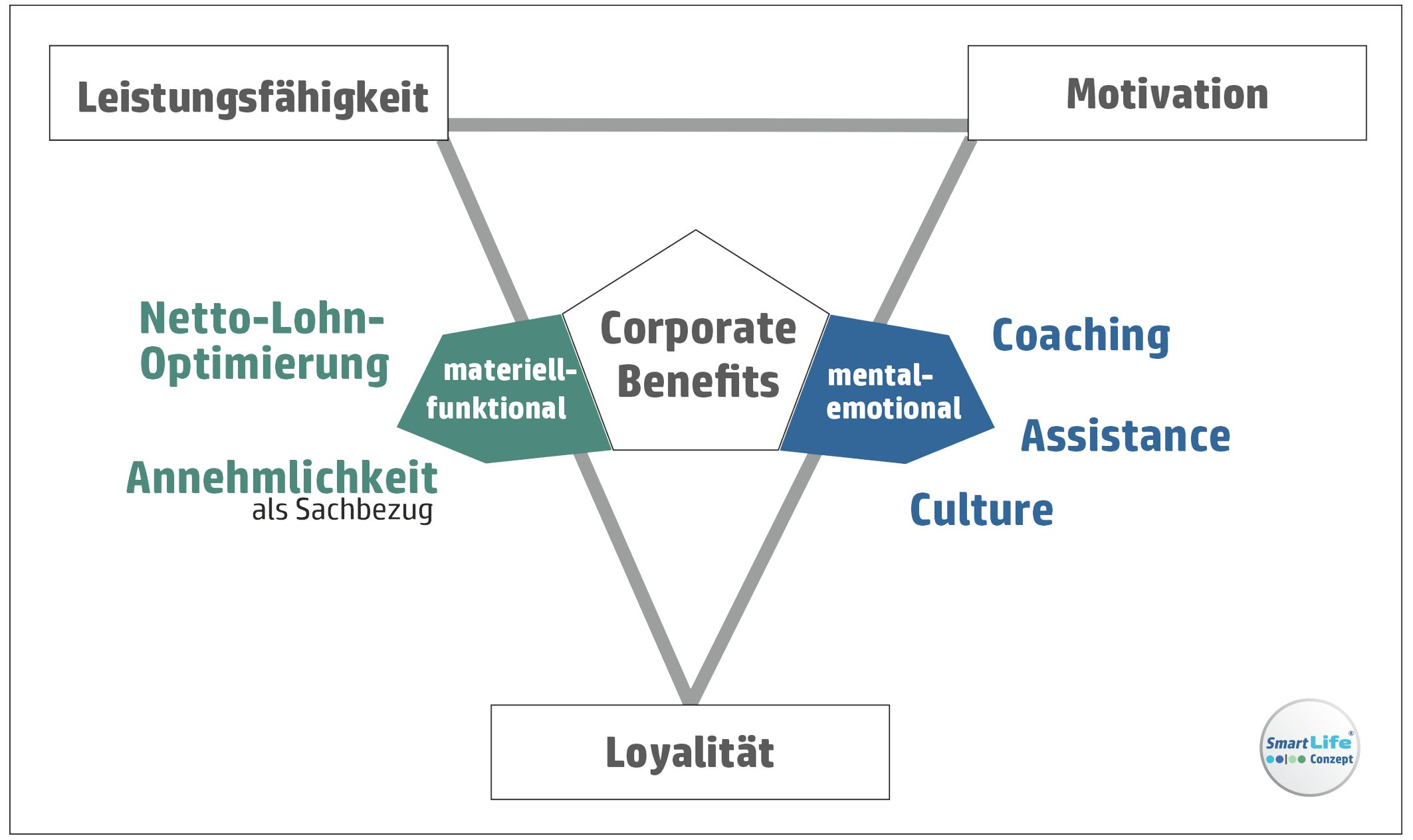
Wirkungsbeziehungen innerhalb eines Corporate Benefit

Ein Obstkorb, ein Firmen-Parkplatz oder ein Jobticket sind zunächst eine rein materiell-funktionale Annehmlichkeit. Eine betriebliche Altersversorgung dient primär der Netto-Lohn-Optimierung, deren Auszahlung aber erst nach der beruflichen Laufbahn erfolgt. Rein materiell-funktionale Annehmlichkeiten entfalten für sich allein keinen messbaren betrieblichen Nutzen. Allein nur viele unterschiedliche ethnische Gruppen unter den Beschäftigten zu haben, schafft langfristig noch keinen Unternehmensvorteil. Wird aber im Unternehmen Vielfalt bzw. Diversität aktiv gelebt, ist die so umgesetzte Unternehmenskultur ein Corporate Benefit.
Damit Zusatzleistungen oder der gelebte Umgang nachhaltig ein Corporate Benefit sind, müssen sich auch die Leistungsfähigkeit, Motivation und Loyalität nachweislich messbar verbessern. Wenn für Mitarbeitende im Bereich Sales ein Firmen-Parkplatz nur dann zur Verfügung steht, wenn Umsatzvorgaben erfüllt werden, verbindet sich für den Mitarbeitenden der Faktor Bequemlichkeit gleichzeitig auch ein klar gesetztes Unternehmensziel. Dann erfüllen sich die Vorgaben, um ein Corporate Benefit zu sein.
Der kostenfreie Kugelschreiber und Blöcke werden mitgenommen und liegen im Handschuhfach, um im Notfall etwas aufschreiben zu können. Damit fehlen bereits „mental-emotionale“ Eigenschaften. Wenn demgegenüber der über Gravur persönlich gewidmete Marken-Kugelschreiber im Alltag regelmäßig – so auch bei Vertragsunterzeichnungen – genutzt wird, verbindet dieser die Person mit dem Unternehmen. Dann kann dieses Benefit  einen positiven Beitrag zur Mitarbeiterbindung schaffen. Um ein Corporate Benefit zu sein, muss sich diese Bindungswirkung aber auch messbar nachweisen lassen.
2. Prüfebene: Ein Benefit wird zum Corporate Benefit, wenn sich messbar sowohl
1. persönliche Lebens- und Arbeitspläne von Mitarbeitenden als auch
2. wichtige Ziele eines Unternehmens

schneller und vor allem gemeinsam realisieren lassen.
Corporate Benefits stehen unter regelmäßiger Beobachtung, ob betriebliche Vorteile tatsächlich erzielt werden.
Beispiele:
Kostenfrei zur Verfügung gestellte E-Bikes & Kleinfahrzeuge verkürzen die Abwesenheit von Mitarbeitenden um 20 % gegenüber früheren Arbeitszeit-Regelungen. Dadurch steigt in einem Vergleichszeitraum von 3 Jahren die Produktivität um 15 %.
Das Angebot, aktiv an betrieblichen Gesundheitsmaßnahmen teilzunehmen, führt auf Abteilungsebene dazu, dass man sich zweimal pro Tag für zehn Minuten auf dem Flur zu Dehnungs- und Lockerungsübungen trifft. Mit einer Teilnahmequote von rund 75 % wird nicht nur der kollegiale Zusammenhalt gestärkt, sondern auch der krankheitsbedingte Ausfall durch Rücken-, Nacken- und Bandscheibenproblemen um 15 % reduziert. Weil sich gleichzeitig auch das Arbeitsklima um 24 % verbessert, steigert sich auch die Produktivität der Abteilung um rund 20 %.
Benefits auf Vorteilhaftigkeit regelmäßig überprüfen
Da sich der Nutzen einer Zusatzleistung im Laufe der Zeit verändern kann, sind Benefits regelmäßig auf ihre Vorteilhaftigkeit zu überprüfen. Dies erhöht zwar den Aufwand für die HR-Abteilung, schützt aber das Unternehmen vor unnötigen Ausgaben oder gar langfristigen „Abo-Fallen“.
Beispiel:
Aufgrund sehr langer Arbeitszeiten eines Start-ups stellt man von Mitte Juni bis Mitte September einen Pool auf die Dachterrasse. Dort versammelt man sich regelmäßig nicht nur zur Abkühlung, sondern trifft auch viele projektbezogene Absprachen. Damit werden sowohl die Work-Life-Balance verbessert als auch Arbeitsprozesse beschleunigt und insgesamt effizienter. Dadurch wird der Pool zu einem Corporate Benefit. Nach fünf Jahren und weiteren 160 Mitarbeitenden ist der Pool für die informellen Treffen der Vergangenheit zu klein. So bleibt der Pool zunehmend ungenutzt, zumal aufgrund der Firmengröße nun auch Themen des Arbeitsschutzes sowie sanitäre Einrichtungen verstärkt zu beachten sind. Aufgrund der „betrieblichen Übung“ wird der Pool zwar weiterhin aufgestellt, doch der betriebliche Nutzen auf die Work-Life-Balance ist ebenso verloren gegangen, wie der einer informellen Kontaktbörse. Dadurch hat der Pool seinen Stellenwert als „Corporate Benefit“ verloren. Aufgrund der viel zu geringen Nutzung und der jährlichen Kosten überlegt das Unternehmen, die Nutzung des nur 3 km entfernten Freibades mit 40 €/Mitarbeitenden zu fördern und die Dachterrasse mit Bänken und Sitzecken umzugestalten.

## Fehlende definitorische Abgrenzung
Die Anglizismen Corporate Benefit und Employee Benefit  werden im Alltagsgebrauch untereinander und gegenüber dem Begriff Benefit  entweder unzureichend oder gar nicht abgegrenzt. So wird der Begriff Corporate Benefit entweder mit dem Begriff Employee Benefit  gleichgesetzt oder beispielsweise auf ein unternehmensseitiges Rabattangebot reduziert.
Über Wikipedia findet man bisher den „Sachbezug“ als ins Deutsche übersetzte Employee Benefit. Obwohl der Sachbezug in der internationalen Rechnungslegung bereits als „indirekte Zahlungsleistung“ definiert wird, reicht die Bezeichnung Employee Benefit  nicht mehr, wenn sich deren Wirkung über die persönliche Ebene hinaus bewegen soll.
Studien und Befragungen ergaben, dass über 50 %
- der Mitarbeitenden wegen unrealistischer Zeit- und Zielvorgaben,
- wegen schlechtem bzw. fehlendem kollegialen Arbeitsklima und
- aufgrund fehlender Wertschätzung durch den Vorgesetzten kündigen.[13][14][15][16][17][18]

In diesem Kontext tragen vor allem auch nicht-monetäre Förderungen wie eine wertschätzende Unternehmenskultur oder ein aktives Führungskräfte-Monitoring dazu bei, Folgekosten zu vermeiden und den Erfolg von Unternehmen nachhaltig zu unterstützen. Dadurch, dass mit zunehmender emotionalen Kompetenz der Führungskräfte, die Profitabilität des Unternehmens in durchschnittlich 52 % der Fälle steigt, werden diese beiden nicht-monetären Förderungen zu einem Corporate Benefit.